# The Art of War
Albums de Sabaton
Metalizer
(2007) Coat Of Arms
(2010)
The Art of War est le quatrième album du groupe suédois de heavy metal Sabaton.

## Historique
Les textes des chansons sont principalement inspirés du livre de Sun Tzu L'Art de la guerre, ainsi que la Première et Seconde Guerre mondiale. La couverture a été conçue par Jobert Mello. La chanson Cliffs of Gallipoli a été publiée le 9 mai 2008 sur l'espace Myspace du groupe et plus tard dans le commerce avec Ghost Division.
L'album est également sorti en vinyle, ainsi que dans un CD en édition limitée avec le livre de Sun Tzu inclus.

## Liste des titres
1. Sun Tzu Says (Une courte introduction à l'album) – 0:24
2. Ghost Division (Au sujet de la 7e Panzerdivision de Erwin Rommel durant l'invasion de la France. Elle a été appelée Gespensterdivision (Division Fantôme/Ghost Division) parce qu'elle se déplaçait si rapidement qu'il était très difficile pour l'ennemi de savoir où ils étaient) – 3:51
3. The Art of War (Au sujet du livre de Sun Tzu, L'Art de la guerre) – 5:09
4. 40:1 (Au sujet de la Bataille de Wizna, au début de la Seconde Guerre mondiale) – 4:11
5. Unbreakable (Au sujet de la guérilla) – 5:58
6. The Nature of Warfare – 1:19
7. Cliffs of Gallipoli (Au sujet de la bataille des Dardanelles durant la Première Guerre mondiale) – 5:52
8. Talvisota (Au sujet de la Guerre d'Hiver russo-finlandaise) – 3:32
9. Panzerkampf (Au sujet de la bataille de Koursk) – 5:16
10. Union (Slopes of St. Benedict) (Au sujet de la bataille du Monte Cassino) – 4:05
11. The Price of a Mile (Au sujet de la bataille de Passchendaele durant la Première Guerre mondiale) – 5:56
12. Firestorm (Au sujet des bombardements stratégiques ayant notamment eu lieu lors de la Seconde Guerre mondiale) – 3:26
13. A Secret – 0:38
14. Swedish Pagans - 4:23

## Line-up de l'album
- Joakim Brodén – Chants
- Rickard Sundén – Guitares
- Oskar Montelius – Guitares
- Pär Sundström – Basse
- Daniel Mullback – Batterie
- Daniel Mÿhr – Claviers